# Patenta din Februarie

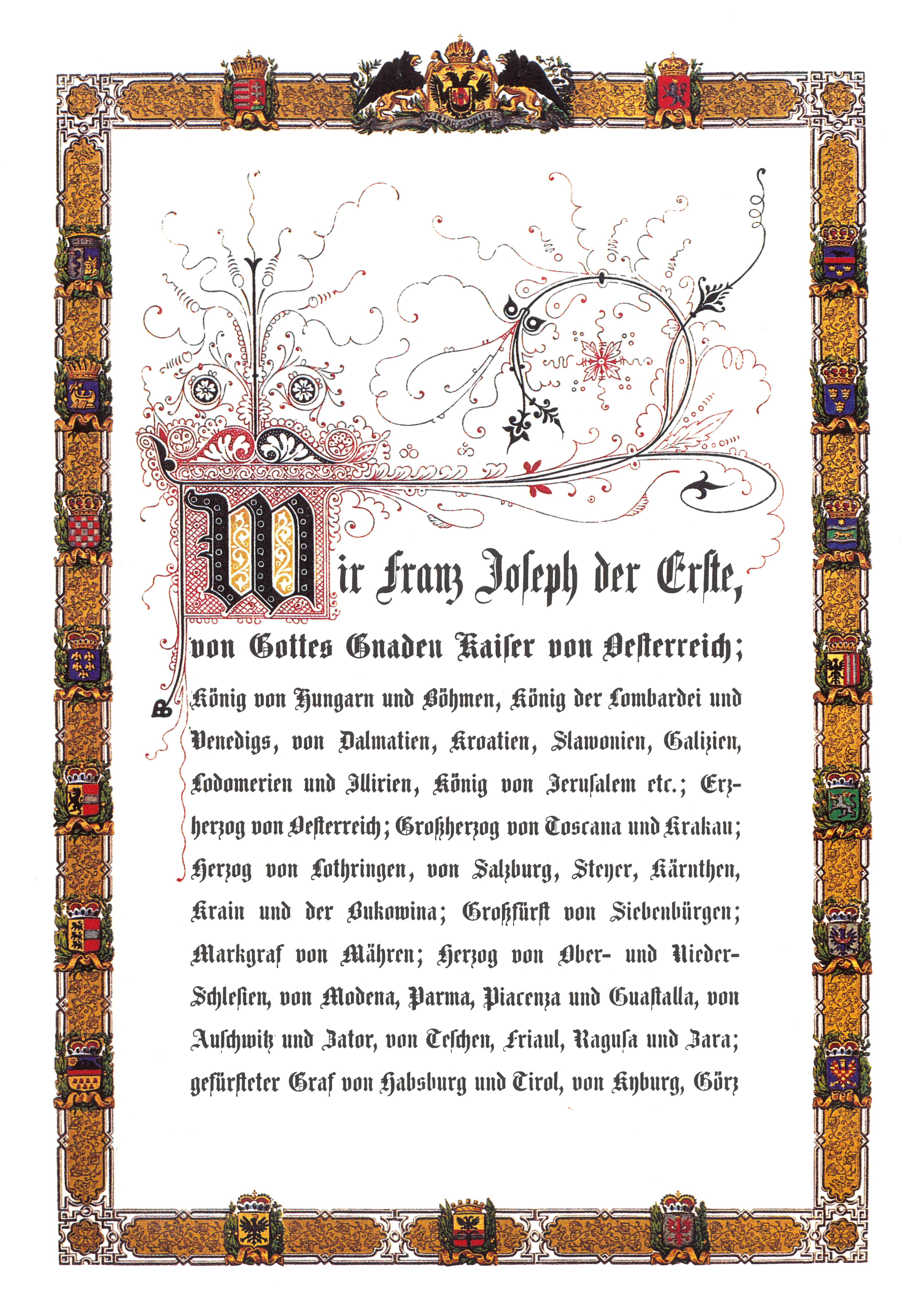
Patenta din Februarie

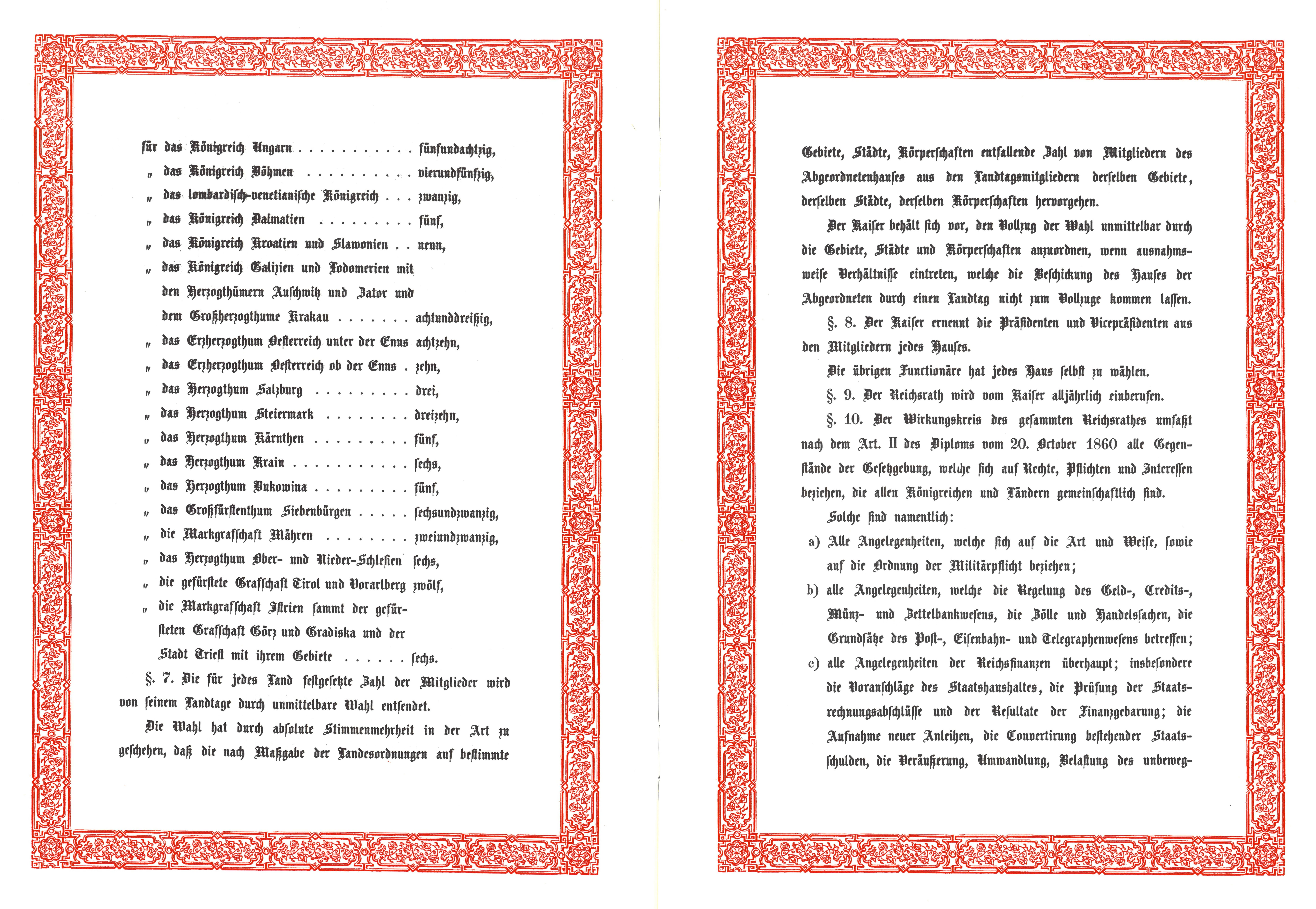
Distribuția mandatelor în Reichsrat

Patenta din Februarie (germană Februarpatent) a fost așezământul constituțional al Imperiului austriac, promulgat de împăratul Francisc Iosif în data de 26 februarie 1861.
La baza Patentei din Februarie stă Diploma din Octombrie, care a pus capăt regimului neoabsolutist instaurat după reprimarea Revoluției de la 1848.
Documentul reiterează autonomia provinciilor din imperiu și stabilește componența și competența Consiliului Imperial (Reichsrat) de la Viena. Astfel, Reichsrat-ul era format din 343 de reprezentanți, cu număr fix de locuri pentru fiecare provincie din imperiu. Ducatului Bucovinei îi reveneau cinci mandate, iar Marelui Principat al Transilvaniei 27 de mandate.